# Лейн Кіркланд
Лейн Кіркланд (нар.12 березня 1922 — пом.14 серпня 1999) — американський профспілковий активіст, з 1979 по 1995 голова американської штаб-квартири федерації праці — Конгресу виробничих профспілок (AFL-CIO). За час своєї роботи в комісії був твердим прихильником підтримки «Солідарності» у Польщі.
Після введення в Польщі воєнного стану звернувся до західних урядів і до Міжнародної конфедерації профспілок із закликом покарати режим.
Він подвоїв також конкретну допомогу для польської опозиції. У 1990 році Лейн Кіркланд, спільно з делегацією Федерації взяв участь у другому з'їзді «Солідарності».
У 1990 році Кіркланд увійшов до складу Ради директорів заснованого Конгресом США Польсько-Американського фонду підприємництва, який ставить метою допомогу у формуванні польської ринкової економіки.
Був духовним лідером створення Польсько-Американського фонду свободи (PAFW) і передачі досвіду польських перетворень на Схід.
Лейн Кіркланд помер у 1999 р. Був похований з почестями на цвинтарі Арлінгтон, де місце вічного спокою знаходять найвидатніші американці.
Через рік після його смерті PAFW відкрила стипендіальну програму ім. Л.Кіркланда, яка, за зразком Програми Фульбрайта, призначена для молодих лідерів та експертів з країн Центральної та Східної Європи, Кавказу та Середньої Азії і реалізується у формі стипендій у польських навчальних закладах.